# Пунктуалност
Пунктуалност (од лат. punctum - "тачка") је особина људског карактера која подразумева изузетну тачност и систематско придржавање правила.
У колоквијалном говору на многим европским језицима обично карактерише способност особе да испуни своје обавезе на време, на пример, да се појави у одређено време на састанку. Различите културе прихватају различита друштвено прихватљива кашњења, а да их не сматрају кршењем тачности.

## Националне карактеристике
Јапанска култура уопште не сматра закашњење прихватљивим.
Већина западних култура толерише кашњење од 10 до 15 минута из ваљаних разлога. Један изузетак је немачка култура, која осуђује свако кашњење.
У Швајцарској се тачност сматра националном карактерном цртом. Сматра се да је неприхватљиво каснити или долазити на састанке раније од предвиђеног времена.

## Психолошки аспект
Постоји мишљење да је тачност знак поштовања и обрнуто. Кашњење на преговоре и пословне састанке може бити покушај да се стекне психолошка предност у односу на друге стране и/или демонстрација нечијег наводно вишег друштвеног статуса или политичке тежине. 